# Michelotto Corella
Michelotto Corella, auch bekannt als Michelotto Coreglia, Michele di Corella, Micheletto da Valenza, spanisch Miguel de Corella (* 1470 in Valencia; † Februar 1508 in Mailand) war ein spanischer Söldner, Meuchelmörder und General.
Seine Bekanntheit verdankt er seiner Rolle als Auftragsmörder, die er als Leutnant im Sold von Cesare Borgia, dem „Herzog Valentino“, ausübte.

## Leben

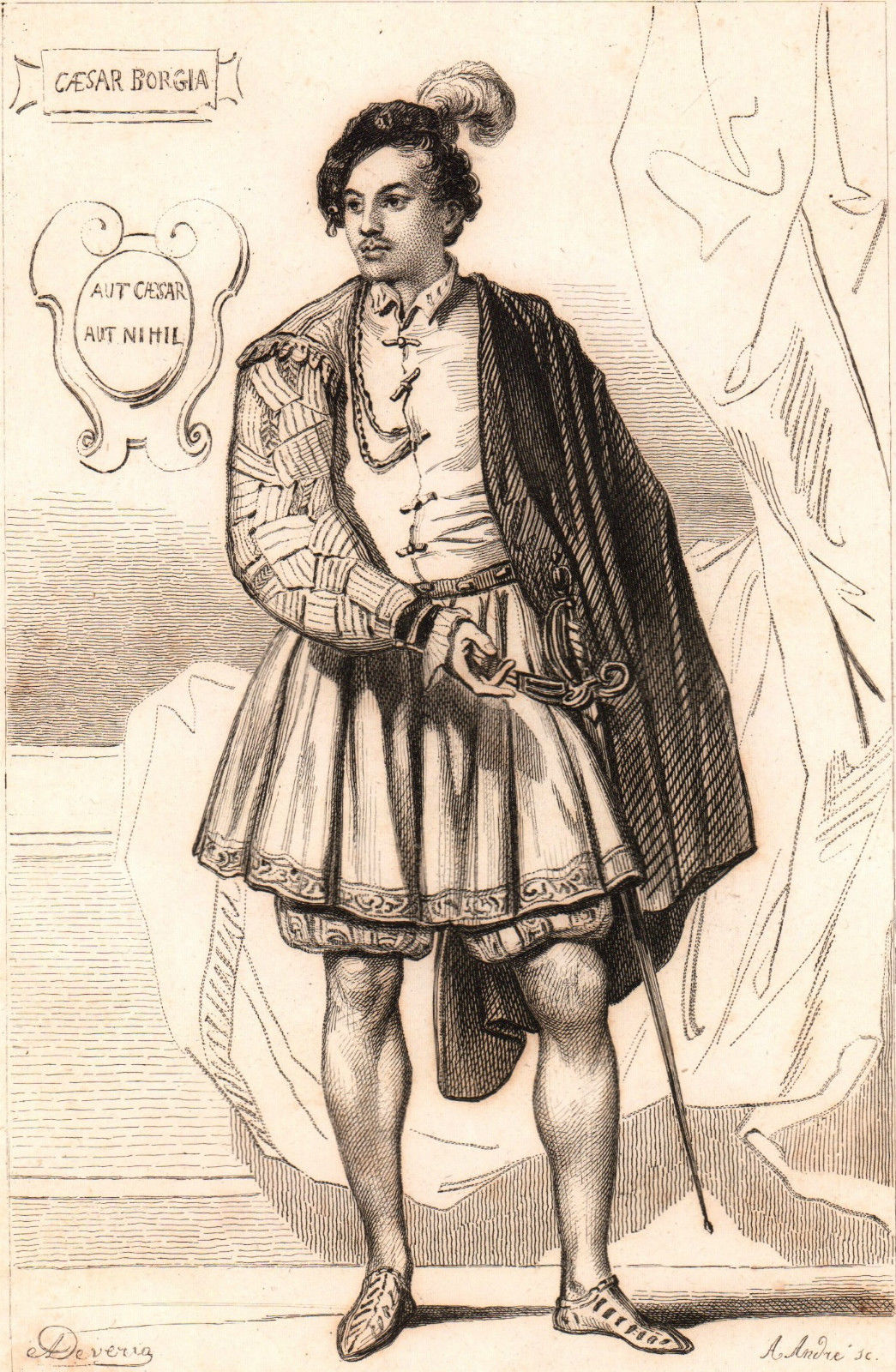
Cesare Borgia (Druck)

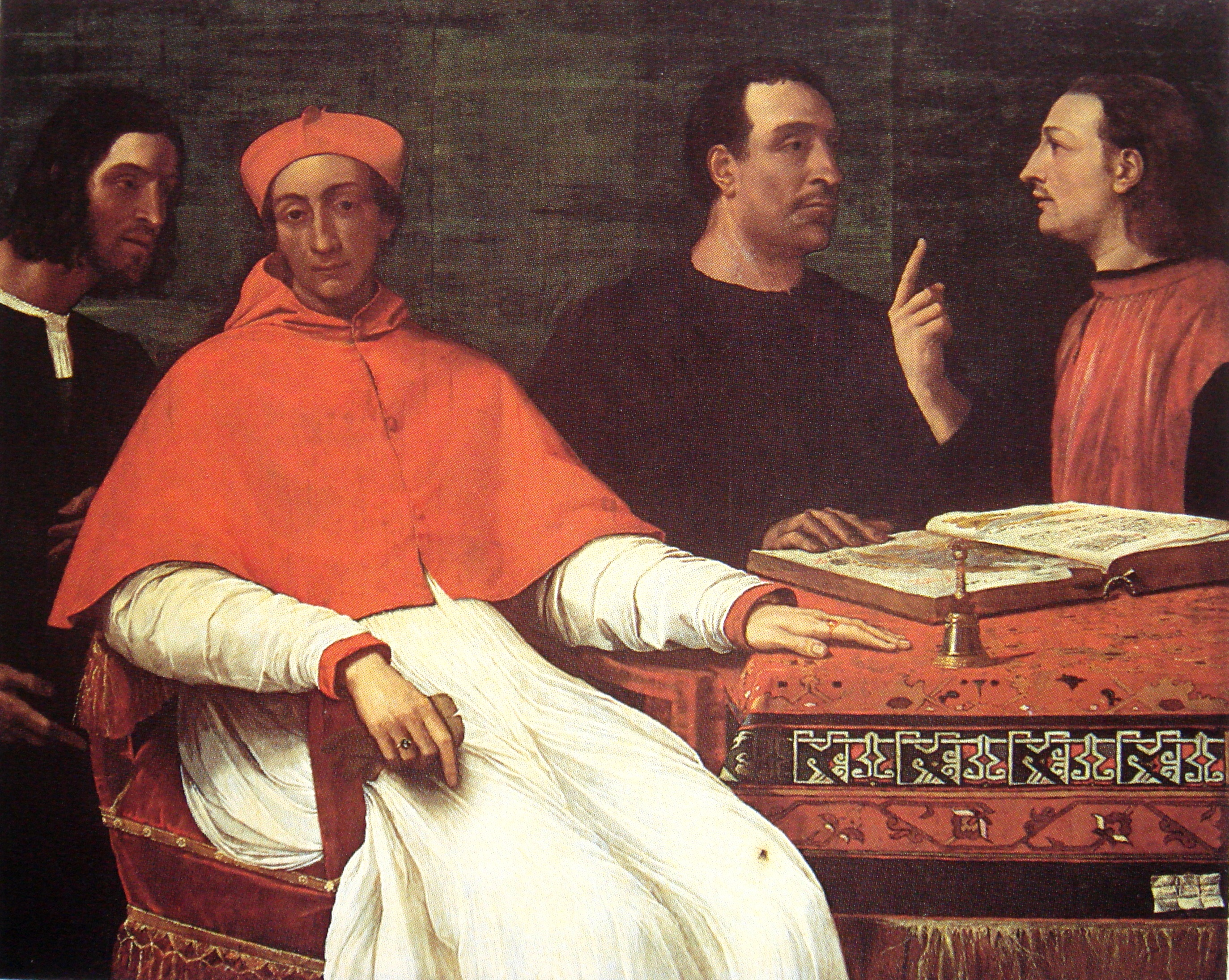
Vermutlich Porträts von Michelotto (Mitte), Cesare Borgia (links), Kardinal Bandinello Sauli und Niccolò Machiavelli auf einem Gemälde von Sebastiano del Piombo

Der leibliche Sohn des aragonesischen Grafen Giovanni di Corella ging als „Henker des Valentino“ in die Geschichte ein, den er während seines Studiums an der Universität Pisa kennenlernte. Im Laufe der Zeit entwickelte er eine grenzenlose Verehrung für ihn. Die Anzahl der Morde, die Michelotto im Auftrag von Cesare Borgia beging, ist nicht genau bekannt, aber abgesehen von den Morden, die ihm aufgrund seines Rufs als Meuchelmörder zugeschrieben werden (wie die Ermordung von Astorre III. Manfredi, Herr von Faenza, und seines Bruders Giovanni Evangelista im Jahr 1502), können viele direkt seiner Hand zugeschrieben werden. Der erste bekannte Mord ist der an Alfonso von Aragon, Herzog von Bisceglie, dem unehelichen Sohn von Alfons II. von Neapel und zweiten Ehemann von Lucrezia Borgia (Cesares Schwester), der wahrscheinlich ein Hindernis für die Heiratspolitik von Papst Alexander VI. geworden war.
Corella folgte Borgia auf seinem Feldzug zur Eroberung der Romagna und nahm als stellvertretender General an der Eroberung mehrerer Städte teil, darunter Faenza und Piombino: Guidarello Guidarelli, der aus Ravenna stammte, nahm ebenfalls an den Belagerungen von 1499 bis 1501 teil. Er nahm an der Schlacht von Fossombrone gegen die „Liga der Condottieri“ teil, nachdem die Hauptleute von Valentino abtrünnig geworden waren (Verschwörung von Magione), und an der Besetzung von Camerino (wo er Giulio Cesare da Varano, den Stadtherrn, und später dessen Sohn Venanzio „abschlachtete“) und Urbino. Caesare, der einen autonomen „Staat“ gegründet hatte, wünschte sich Cesena als „Hauptstadt“ und hielt sich für kurze Zeit mit seinem unzertrennlichen Michelotto in der Malatesta-Festung auf.
Berühmt bleibt die Ermordung von Vitellozzo Vitelli und Oliverotto da Fermo, ehemalige Verbündete Borgias, die er am 31. Dezember 1502 in Senigallia gleichzeitig mit einer Violonensaite erdrosselte (Massaker von Senigallia). Am darauffolgenden 18. Januar ereilte Paolo und Francesco Orsini ein ähnliches Schicksal: Ersterer wurde erdrosselt, letzterer ertränkt. Für seine Verdienste erhielt er von Valentino die Herrschaft von Montegridolfo (1501–1503, im Herzogtum Romagna), und sein Vater Alexander VI. übertrug ihm die Leitung des Corte Savella.
Nach dem Tod des Papstes und der Verhaftung Cesares wurde Corella 1503 in der Nähe von Castiglion Fiorentino gefangen genommen. In der vergeblichen Hoffnung, von der florentinischen Republik freigelassen zu werden, wurde Corella zunächst in Florenz und dann in Rom inhaftiert, wo er auf Anordnung des neuen Papstes Julius II. zahlreichen Verhören und einem Prozess wegen zahlreicher von ihm begangener Verbrechen unterzogen wurde. Er weigerte sich jedoch, die vielen Geheimnisse, die er über die Borgias kannte, preiszugeben und konnte aus Rom fliehen.
Niccolò Machiavelli setzte sich für ihn ein, um ihm ein Amt in Florenz zu verschaffen, und es gelang ihm, ihn am 1. April 1506 mit Zustimmung des Rates der Achtzig (Piero Soderini war zunächst dagegen) zum Bargello des Umlandes zu ernennen. Dieses Amt bekleidete er zwei Jahre lang, bis er 1507 zum „Capitano della Garda del Contado e del Distrito di Firenze“ ernannt wurde, dem eine Polizeitruppe von 30 berittenen Armbrustschützen und 50 Reitern unterstand. Aufgrund von Unstimmigkeiten mit der Republik Florenz wurde er jedoch bereits im Oktober dieses Amtes enthoben.
Er starb im Februar 1508 in Mailand, als er das Haus des Kardinals Georges d’Amboise (eines ehemaligen Anhängers Valentinos) verließ und von einigen seiner Landsleute ermordet wurde; das Motiv war nicht Raub, da sowohl Michelottos Geldbörse als auch sein wertvolles Schwert am Tatort zurückgelassen wurden und der Täter nie identifiziert werden konnte. Die Leiche wurde in einem Massengrab auf dem Ausländerfriedhof außerhalb der Stadtmauern von Mailand beigesetzt.

## Bezug in der Massenkultur
Corellas dunkles, von Gewalt und Intrigen geprägtes Leben hat zahlreiche Fernseh, Computerspiele und Romane inspiriert, die sich direkt an seiner Figur orientieren.
- Er ist eine Figur im Comic Die Borgia, gezeichnet von Milo Manara nach einem Drehbuch von Alejandro Jodorowsky.
- Er ist eine Figur aus dem japanischen Manga Cesare il creatore che ha distrutto von Fuyumi Sōryō und taucht auch in dem Comic La Madonna della Ghirlanda von Chiho Saitō auf.[8]
- Er ist einer der Hauptprotagonisten in dem historischen Roman Ettore Fieramosca von Massimo d’Azeglio.
- Er wird von Sean Harris in der kanadischen Fernsehserie Die Borgias und von Petr Vanek in der französischen Fernsehserie Borgia gespielt.
- Eine besonders wichtige Rolle spielt er in dem Manga Cantarella von You Higuri, als rechte Hand von Cesare Borgia. In dem Werk trägt er den Namen Chiaro oder Michelotto, ein berühmter Meuchelmörder. Später gab ihm Cesare Borgia den „falschen“ Namen Michele da Corella, wodurch die Figur einen genauen historischen Bezug erhielt.
- Er taucht auch in dem Videospiel Assassin’s Creed: Brotherhood auf, obwohl sein Name dort als Micheletto angegeben wird.